# 四街道市立中央小学校
四街道市立中央小学校（よつかいどうしりつ ちゅうおうしょうがっこう）は、千葉県四街道市鹿渡にある市立の小学校である。

## 概要
市内でも規模の大きな小学校で、高度成長期末にはプレハブ仮校舎の設置すら間に合わず体育館を仕切って暫定教室とするほどの、典型的なマンモス校であった。

## 校訓
｢よく考え、やさしい気持ちで、たくましく｣

## 沿革

### 前史
- 1897年（明治30年） - 現地に、陸軍野戦砲兵射撃学校設置。
- 1922年（大正11年）8月10日 - 陸軍野戦砲兵学校と改称。
- 1945年（昭和20年）
  - 6月 - 千葉師範学校女子部、空襲により校舎が全壊。
  - 8月 - 終戦に伴い、陸軍野戦砲兵学校廃止。
  - 9月 - 千葉師範学校女子部が、野戦砲兵学校跡地に移転してくる。
- 1946年（昭和21年）4月 - 千葉青年師範学校が、野戦砲兵学校跡地に移転してくる。
- 1949年（昭和24年）5月 - 新制千葉大学発足。両校は学芸学部の母体として包括される。
- 1950年（昭和25年）4月 - 千葉大学学芸学部を文理学部と教育学部とに改組。本校は、教育学部分校となる。
- 1951年（昭和26年）3月 - 旧制千葉師範学校、廃止。
- 1962年（昭和37年）3月 - 教育学部、千葉市弥生町に統合移転。
- 1964年（昭和39年）4月 - 四街道町立旭小学校・鹿渡分校に指定。
- 1965年（昭和40年）4月 - 千葉大学教育学部附属第二中学校校区復帰統合。
- 1966年（昭和41年）3月 - 千葉大学教育学部附属第二小学校校区復帰統合。鹿渡分校廃止。

### 沿革
- 1966年（昭和41年）4月 - 千葉大学附属第二小学校跡地に四街道町立中央小学校設置。学区、和良比・三才・鹿渡。
- 1967年（昭和42年）4月 - 栗山半台を学区に編入。
- 1968年（昭和43年）2月 - 青少年読書感想文コンクールの際に内閣総理大臣（佐藤栄作）から賞を受ける。
- 1970年（昭和45年）1月 - 新校舎(北側校舎)竣工。陸軍野戦砲兵学校時代の校舎が解消される。
- 1971年（昭和46年）3月 - 人口激増に伴う深刻な教室不足により、プレハブ教室設置。以降数次に渡って増築される。
- 1976年（昭和51年）4月 - 四和小学校新設分離。和良比・三才を学区から編出。
- 1980年（昭和55年）4月 - 栗山小学校新設分離。栗山半台を学区から編出。
- 1981年（昭和56年）4月 - 市制施行に伴い。四街道市立中央小学校となる。
- 1983年（昭和58年）3月 - 校舎増改築（南側校舎）。12年に及んだプレハブ教室解消。
- 1990年（平成2年）4月 - 鹿渡（本村）を校区に編入。
- 2002年（平成14年）1月 - プレハブ教室撤去。

## 通学区域と進学先中学校
出典

### 通学区域
- 栗山（一部）
- 内黒田（一部）
- 大日（一部）
- 鹿渡（一部）
- みのり町
- 中央

### 進学先中学校
- 四街道市立四街道北中学校 - みのり町を除く地域から通う児童の進学先
- 四街道市立四街道中学校 - みのり町から通う児童の進学先

## 交通アクセス
- 「四街道市役所前」バス停下車。
  - 停車系統は、市内循環バス「ヨッピィ」または、京成バス千葉イースト臼井線。
    - なお、市内循環バスと京成バス千葉イースト臼井線で、バス停の位置が異なる。
- JR東日本四街道駅から、
  - 上述の路線バスに乗車し、「四街道市役所前」バス停下車。
  - 徒歩で、約890m・約14分。

## 周辺
四街道市中心部に位置する
- 四街道市役所 - 四街道市道をはさんで、敷地が隣接。
- 千葉県立四街道高等学校 - 敷地が隣接。
- 四街道中央公園 - 敷地が隣接。
  - 四街道市営プール - 中央公園内
- 四街道市立図書館
- 四街道第一児童公園
- ヤマダ電機テックランド四街道店
- イトーヨーカドー四街道店
- 四街道市消防本部・消防署
- 国立病院機構下志津病院
- 千葉県立四街道特別支援学校
- 四街道市役所第二庁舎